# Tenniken
Tenniken är en ort och kommun i distriktet Sissach i kantonen Basel-Landschaft, Schweiz. Kommunen har 934 invånare (2023).